# Bernadette Lafont
Bernadette Lafont (Nîmes, 28 de outubro de 1938 — 25 de julho de 2013) foi uma atriz francesa.

## Filmografia seleccionada
| Ano  | Título                                              | Papel                    | Director                            |
| ---- | --------------------------------------------------- | ------------------------ | ----------------------------------- |
| 1958 | Les Mistons                                         | Bernadette Jouve         | François Truffaut                   |
| 1958 | Le Beau Serge                                       | Marie                    | Claude Chabrol                      |
| 1958 | La Tour, prends garde !                             | uncredited               | Georges Lampin                      |
| 1959 | Web of Passion                                      | Julie, the waitress      | Claude Chabrol                      |
| 1960 | Les Bonnes Femmes                                   | Jane                     | Claude Chabrol                      |
| 1961 | Wise Guys                                           | Ambroisine               | Claude Chabrol                      |
| 1962 | Un clair de lune à Maubeuge                         | Charlotte                | Jean Chérasse                       |
| 1965 | Compartiment tueurs                                 | Georgette's sister       | Constantin Costa-Gavras             |
| 1965 | Les Bons Vivants                                    | Sophie                   | Georges Lautner                     |
| 1965 | Pleins feux sur Stanislas                           | Rosine Lenoble           | Jean-Charles Dudrumet               |
| 1967 | Lamiel                                              | Pauline                  | Jean Aurel                          |
| 1967 | The Thief of Paris                                  | Marguerite, the waitress | Louis Malle                         |
| 1968 | Le Révélateur                                       | the mother               | Philippe Garrel                     |
| 1968 | The Lost Generation                                 | Marie                    | András Kovács                       |
| 1970 | Elise, or Real Life                                 | Anna                     | Michel Drach                        |
| 1971 | To Catch a Spy                                      | Simone                   | Dick Clement                        |
| 1971 | Out 1                                               | Sarah                    | Jacques Rivette e Suzanne Schiffman |
| 1972 | Such a Gorgeous Kid Like Me                         | Camille Bliss            | François Truffaut                   |
| 1972 | Trop jolies pour être honnêtes                      | Bernadette               | Richard Balducci                    |
| 1973 | The Mother and the Whore                            | Marie                    | Jean Eustache                       |
| 1973 | The Edifying and Joyous Story of Colinot            | Rosemonde                | Nina Companeez                      |
| 1975 | A Happy Divorce                                     | Jacqueline, the nurse    | Henning Carlsen                     |
| 1976 | Noroît                                              | Giulia                   | Jacques Rivette                     |
| 1978 | Violette Nozière                                    | Violetta's cellmate      | Claude Chabrol                      |
| 1978 | Surprise Sock                                       | Bernadette               | Jean-François Davy                  |
| 1979 | Il ladrone                                          | Appula                   | Pasquale Festa Campanile            |
| 1979 | La Gueule de l'autre                                | Gisèle Brossard          | Pierre Tchernia                     |
| 1983 | Cap Canaille                                        | Mireille Kebadjan        | Juliet Berto e Jean-Henri Roger     |
| 1984 | Canicule                                            | Ségolène                 | Yves Boisset                        |
| 1984 | The Perils of Gwendoline in the Land of the Yik-Yak | the Queen                | Just Jaeckin                        |
| 1985 | An Impudent Girl                                    | Léone                    | Claude Miller                       |
| 1986 | Inspecteur Lavardin                                 | Hélène Mons              | Claude Chabrol                      |
| 1987 | Waiting for the Moon                                | Fernande Olivier         | Jill Godmilow                       |
| 1987 | Masques                                             | the masseuse             | Claude Chabrol                      |
| 1991 | Dingo                                               | Angie Cross              | Rolf de Heer                        |
| 1996 | Le Fils de Gascogne                                 | herself                  | Pascal Aubier                       |
| 1997 | Genealogies of a Crime                              | Esther                   | Raoul Ruiz                          |
| 2006 | Prête-moi ta main                                   | Geneviève Costa          | Éric Lartigau                       |
| 2007 | Les Petites vacances                                | Danièle                  | Olivier Peyon                       |
| 2007 | Broken English                                      | Madame Grenelle          | Zoe Cassavetes                      |
| 2007 | Nos 18 ans                                          | Adèle                    | Frédéric Berthe                     |
| 2012 | Paulette                                            | Paulette                 | Jérôme Enrico                       |